# 114P/Wiseman-Skiff
114P/Wiseman-Skiff è una cometa periodica appartenente alla famiglia delle comete gioviane. È stata scoperta il 28 dicembre 1986 dagli astronomi statunitensi Jennifer J. Wiseman e Brian A. Skiff , la sua riscoperta nel 1993  ha permesso di numerarla.

## Particolarità orbitali
Caratteristica orbitale della cometa è di avere piccole MOID coi pianeti Giove e Marte:
- la MOID con pianeta Giove è di sole 0,18 UA; il 25 giugno 1984 la cometa è passata a meno di 0,235 UA da Giove [7]: questa caratteristica ed i conseguenti passaggi ravvicinati permetteranno in futuro a Giove di cambiare notevolmente, forse anche drasticamente l'orbita seguita attualmente dalla cometa.
- la MOID ancora più piccola con Marte permette invece di dare origine su quest'ultimo pianeta ad uno sciame meteorico, le Cefeidi di Marte [8].